# ماريانو فرنانديز (لاعب كرة قدم)
ماريانو فرنانديز (بالإسبانية: Mariano Fernández)‏ (2 سبتمبر 1978 بأولافاريا في الأرجنتين - ) هو لاعب كرة قدم أرجنتيني في مركز الدفاع. لعب مع دينامو بوخارست وريال مورسيا وشتورم غراتس ونادي أتليتيكو بيلغرانو ونادي بيرا مار ونادي تورينو ونادي قرطبة ونادي كاسالي ونادي لانوس ونويفا شيكاجو وFC Matera ‏ وكوسينزا كالشيو وسورينتو كالتشيو ‏ و وAtletico Roma FC ‏ وPaganese Calcio 1926 ‏ ونادي جيلا.

## وصلات خارجية
- ماريانو فرنانديز على موقع قاعدة بيانات كرة القدم.إي يو (الإنجليزية)
- ماريانو فرنانديز على موقع Soccerway.com (الإنجليزية)
- ماريانو فرنانديز على موقع عالم كرة القدم.نت (الإنجليزية)